# Mon légionnaire
Mon légionnaire è una canzone francese creata nel 1936 da Marie Dubas, sulle parole di Raymond Asso e la musica di Marguerite Monnot.
Grazie a questa canzone Marie Dubas incrementò la sua popolarità al punto che nel 1939 fece una tournée negli Stati Uniti.
Questa canzone è spesso identificata con Édith Piaf, come uno dei tanti brani emblematici del suo repertorio. Il tema romantico di una donna è un misterioso legionario che, dopo una notte d'amore, rifiuta di dare il suo nome, si inserisce perfettamente nell'immagine della Môme Piaf.
Raymond Asso, un ex legionario, scrisse anche Le Fanion de la Légion, cantata da Marie Dubas e ripresa più tardi da Piaf, ma con meno successo.
Mon légionnaire è stata reinterpretata nel 1987 da Serge Gainsbourg, come sberleffo ulteriore dopo lo scandalo de La Marseillaise, per il quale ricevette minacce di morte da parte dei reduci della guerra d'Algeria. 
Gainsbourg interpretò infatti la canzone senza cambiarne le parole, trasformandola così di fatto in una canzone d'amore a tematica omosessuale. Il secondo dei due videoclip di Gainsbourg su questa canzone resero ulteriormente esplicita questa scelta.